# Mrs. Parkington
Mrs. Parkington är en amerikansk film från 1944 i regi av Tay Garnett. Den bygger på en bok av Louis Bromfield. Greer Garson nominerades till en Oscar för bästa kvinnliga huvudroll, och Agnes Moorehead nominerades för bästa kvinnliga biroll.

## Rollista
- Greer Garson - Susie Graham Parkington
- Walter Pidgeon - Augustus 'Gus' Parkington
- Edward Arnold - Amory Stilham
- Agnes Moorehead - Aspasia Conti
- Cecil Kellaway - prins Edward
- Gladys Cooper - Alice
- Frances Rafferty - Jane Stilham
- Tom Drake - Ned Talbot
- Peter Lawford - Lord Thornley
- Dan Duryea - Jack Stilham
- Hugh Marlowe - John Marbey
- Selena Royle - Mattie Trounson
- Fortunio Bonanova - Signor Cellini
- Lee Patrick - Madeleine Parkington Swann